# Chiesa di Santa Venera (Castelbuono)
La chiesa e badia di Santa Venera è una delle chiese più antiche di Castelbuono.

## Storia

### Epoca normanna
Preesistenze normanne al presente ravvisabili nelle strutture della sacrestia.

### Epoca spagnola
Il tempio nel 1500 ospitava la statua della primitiva patrona del paese Santa Venera. L'arrivo della reliquia di Sant'Anna nel 1454 soppiantò il primato del patronato. La statua oggi è di proprietà privata.
Nel Seicento le strutture furono completamente rivisitate e restaurate per la prima volta con conseguente abbandono della cappella normanna, ancora visibile e adibita a sacrestia.

## Descrizione
L'interno gioca sugli effetti chiaroscurali del bianco e del nero, l'impianto presenta un'abside circolare con altare maggiore decorato. L'altare, rivestito con decorazioni di vetro intarsiato, è un sumendum della Passione di Cristo con tarsie di edera, croci e strumenti del martirio. In alto è collocata l'effigie della Madonna Addolorata dei civili, esempio di statua abbigliata.
Gli altari laterali sono dedicati rispettivamente: 
- Sacra Famiglia, nell'ambiente è documentata una tela,
- San Benedetto da Norcia, nell'ambiente è documentata una tela,
- Maria in fasce, nell'ambiente è documentata una statua,
- Madonna di Pompei, nell'ambiente sono documentati una statua e un affresco,
- Santissimo Crocifisso.

## Monastero
- Monastero di religiose condotto con la Regola di San Benedetto e sotto il titolo di «Santa Venera».